# Serjius
Serge Jacques Léon Halpryn dit Serjius, né dans le 20e arrondissement de Paris le 22 novembre 1878 et mort dans le 12e arrondissement de Paris le 26 octobre 1966, est un artiste lyrique et un acteur de théâtre et de cinéma français.

## Filmographie
- 1932 : L'affaire de la rue de Lourcine de Marcel Dumont - moyen métrage -
- 1932 : La Foule hurle de Howard Hawks et Jean Daumery - Spud
- 1932 : Les Trois Mousquetaires de Henri Diamant-Berger - Mousqueton
- 1933 : Miquette et sa mère de Henri Diamant-Berger - L'impresario
- 1934 : Laquelle des deux ? de Pierre Miquel - court métrage - Le chef de gare
- 1935 : Une demi-heure en correctionnelle de Henri Diamant-Berger - court métrage -
- 1935 :  La Grande vie  de Henri Diamant-Berger - court métrage -
- 1935 : Bout de chou de Henry Wulschleger
- 1935 : Coup de vent de Jean Dréville et Giovacchino Forzano
- 1935 : Debout là-dedans ! de Henri Wulschleger
- 1935 : Son Excellence Antonin de Charles-Félix Tavano
- 1936 : 27, rue de la Paix de Richard Pottier
- 1936 : La Tentation de Pierre Caron - Philippe de Bergue
- 1936 : Une poule sur un mur de Maurice Gleize - Gustave
- 1937 : Arsène Lupin détective de Henri Diamant-Berger - Joseph
- 1937 : L'Occident de Henri Fescourt
- 1937 : La Tour de Nesle de Gaston Roudès - Jehan
- 1938 : Vacances payées de Maurice Cammage - Un gangster
- 1939 : Le Chasseur de chez Maxim's de Maurice Cammage
- 1939 : Les Cinq Sous de Lavarède de Maurice Cammage - Un gardien

## Théâtre
- 1940 : Le Bossu de Paul Féval et Auguste Anicet-Bourgeois, mise en scène Robert Ancelin, Théâtre de la Porte-Saint-Martin
- 1941 : Le Maître de forges de Georges Ohnet, mise en scène Robert Ancelin, Théâtre de la Porte-Saint-Martin
- 1941 : Les Deux Orphelines d'Adolphe d'Ennery et Eugène Cormon, mise en scène Robert Ancelin, Théâtre de la Porte-Saint-Martin
- 1941 : Les Deux Gosses de Pierre Decourcelle, mise en scène Robert Ancelin, Théâtre de la Porte-Saint-Martin
- 1941 : Le Crime du Bouif, pièce policière à grand spectacle d'André Mouëzy-Éon et Georges de La Fouchardière, d'après le roman de G. de La Fouchardière, mise en scène de Robert Ancelin au Théâtre de la Porte-Saint-Martin[4]
- 1942 : Occupe-toi d'Amélie de Georges Feydeau, mise en scène Robert Ancelin,  Théâtre de la Porte-Saint-Martin